# Cappella di San Sebastiano (Albisola Superiore)
La cappella di San Sebastiano è un luogo di culto cattolico situato nel comune di Albisola Superiore, tra via San Sebastiano e via dei Siri, in provincia di Savona. La chiesa è situata lungo quello che secondo alcuni potrebbe essere l'antico tracciato della strada romana di collegamento con Celle Ligure.

## Storia e descrizione

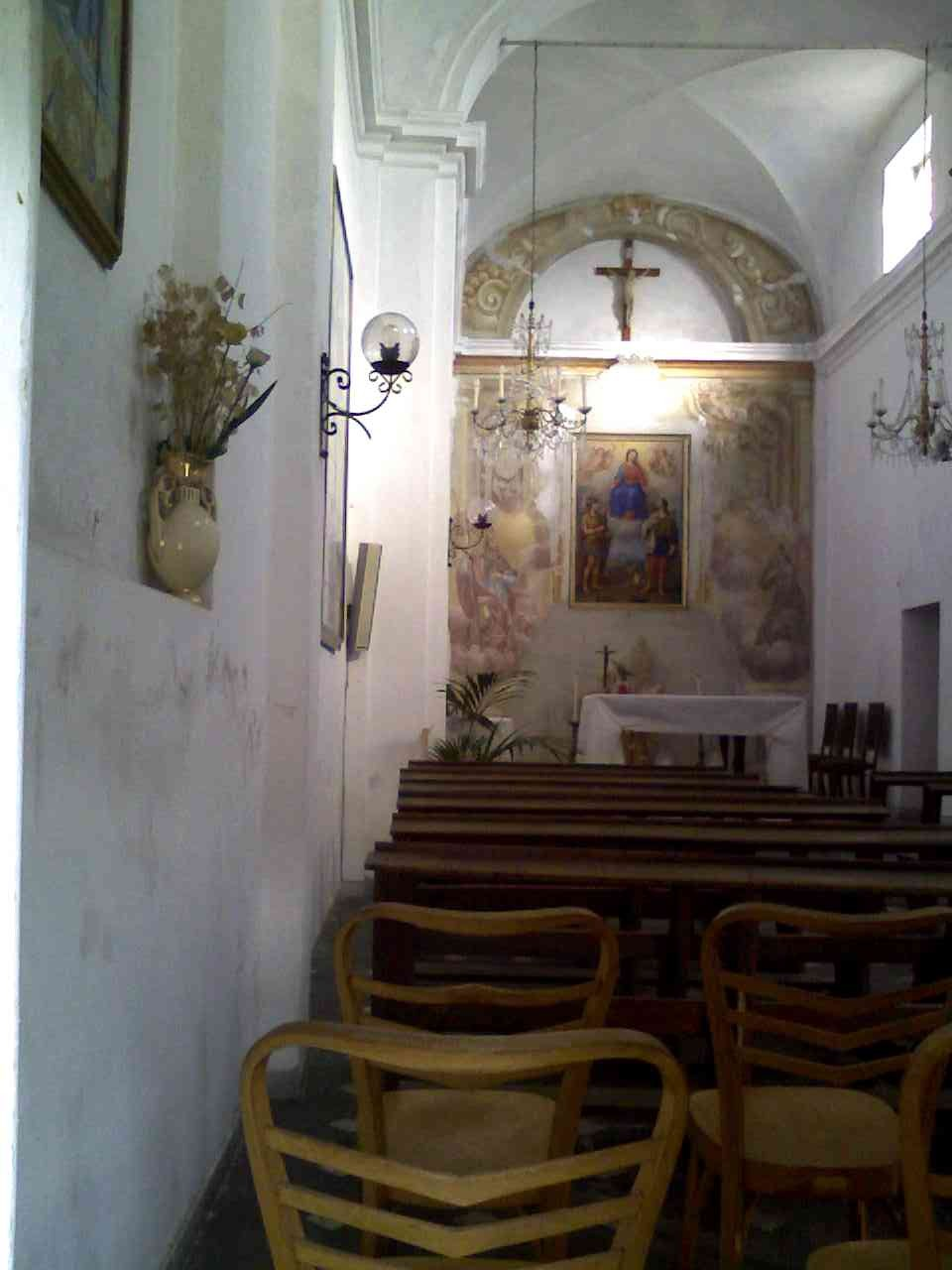
L'interno

La struttura è di modeste dimensioni, a navata unica con volte a botte e piccolo campanile a vela.
L'edificio potrebbe risalire al XVII secolo, ma non è del tutto chiara l'epoca di costruzione. Sia l'interno che l'esterno sono privi di decorazioni di rilievo. Si notano solo due pannelli in ceramica dell'artista Tony Salem. Il primo è conservato all'interno e rappresenta San Nicola di Bari (titolare della parrocchia), mentre il secondo è situato in facciata esterna e raffigura San Rocco.